# Teulat
Teulat – miejscowość i gmina we Francji, w regionie Oksytania, w departamencie Tarn.
Według danych na rok 1990 gminę zamieszkiwało 298 osób, a gęstość zaludnienia wynosiła 30 osób/km² (wśród 3020 gmin regionu Midi-Pireneje Teulat plasuje się na 769. miejscu pod względem liczby ludności, natomiast pod względem powierzchni na miejscu 1092.).

## Zabytków

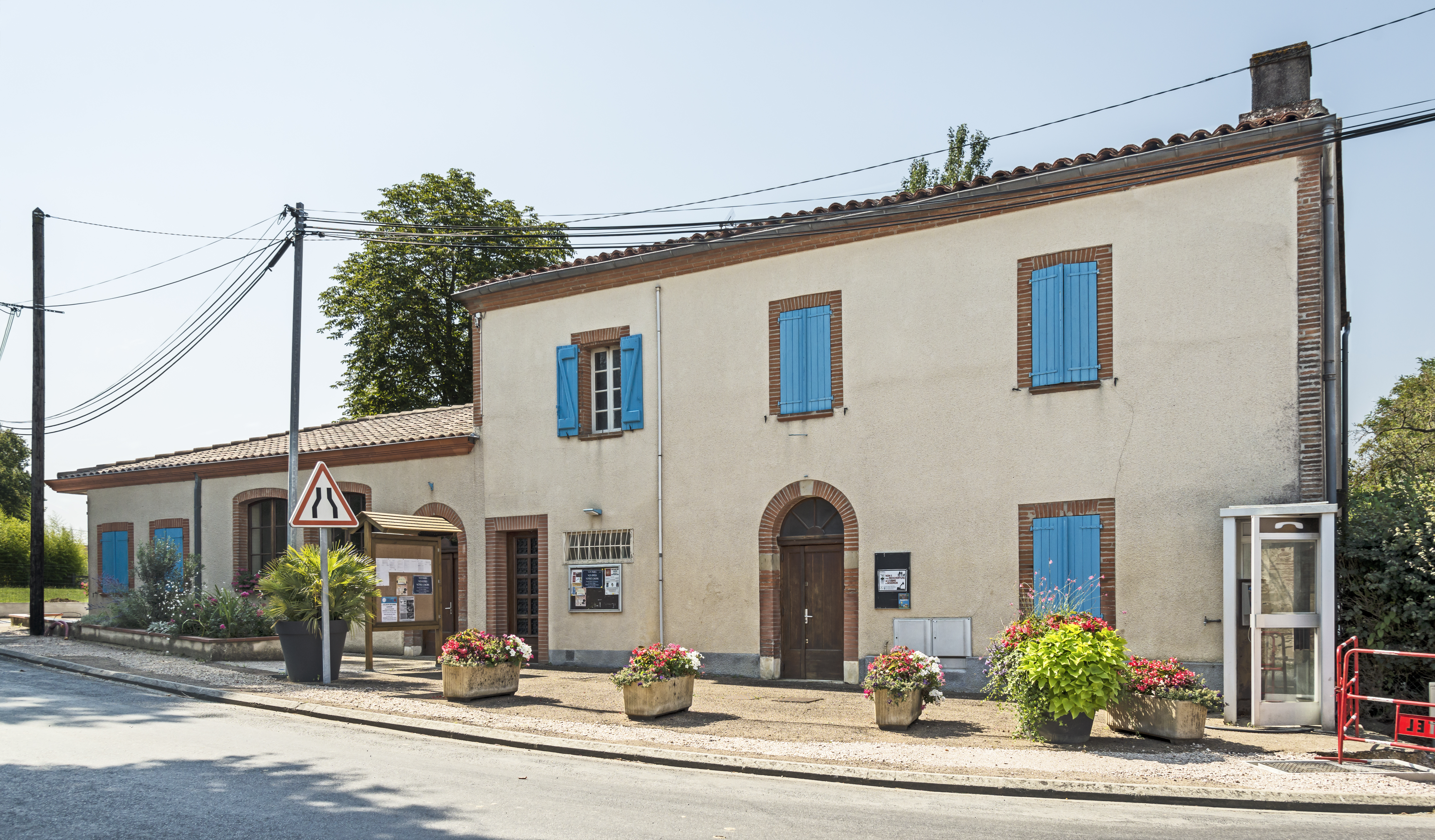
Ratusz.
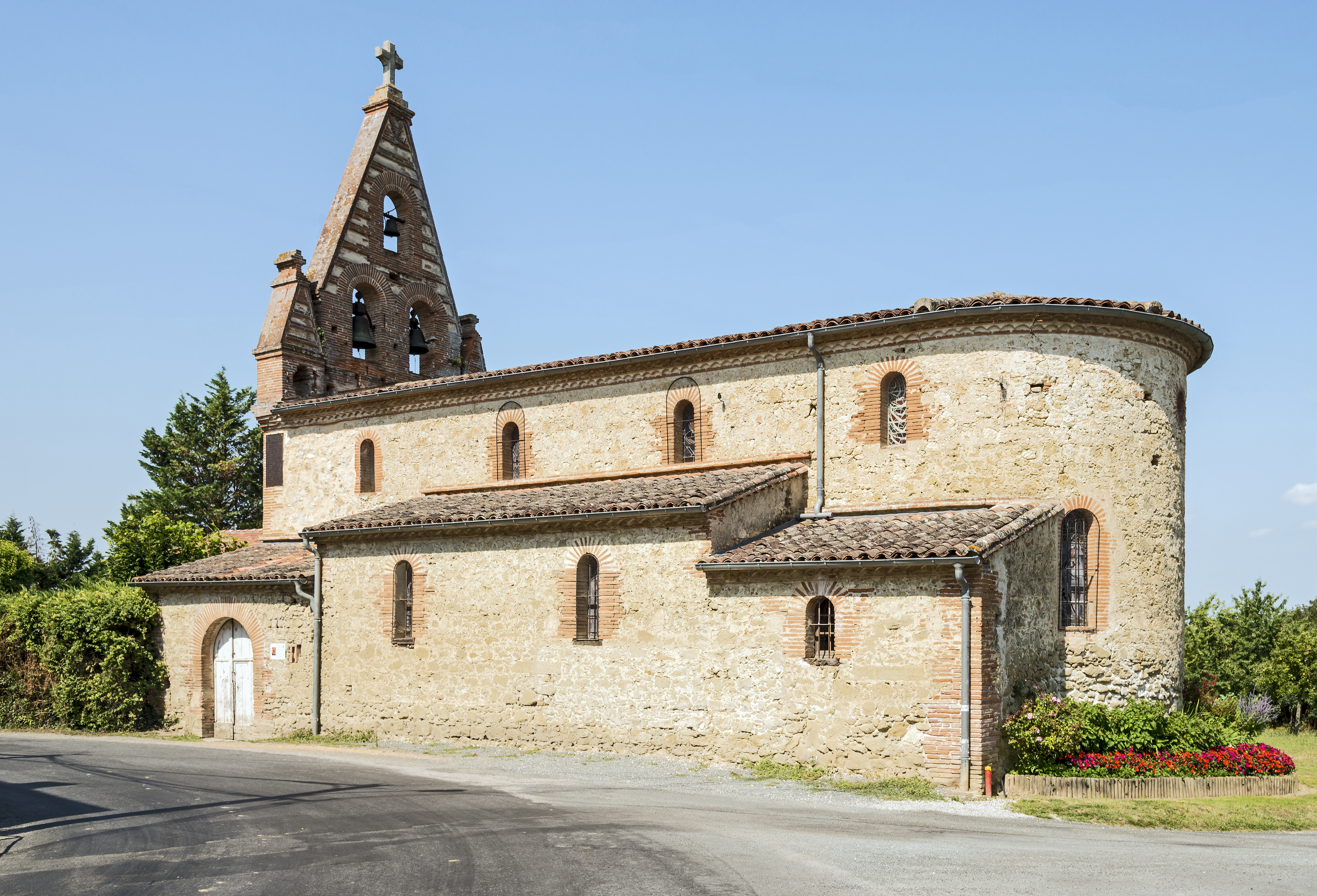
Kaplica St. Martin.
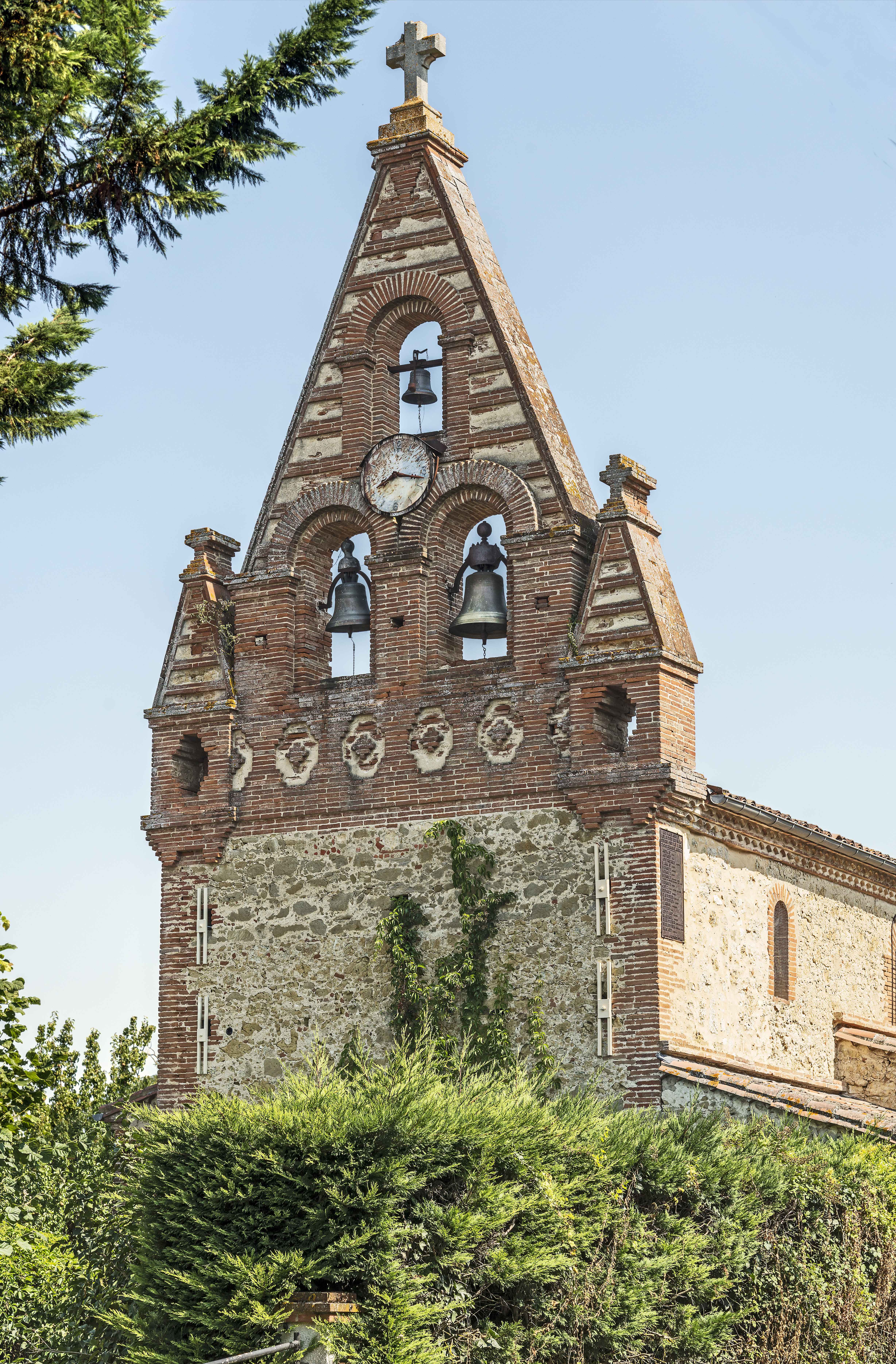
Dzwonnica.